# Cantiere navale di Pola

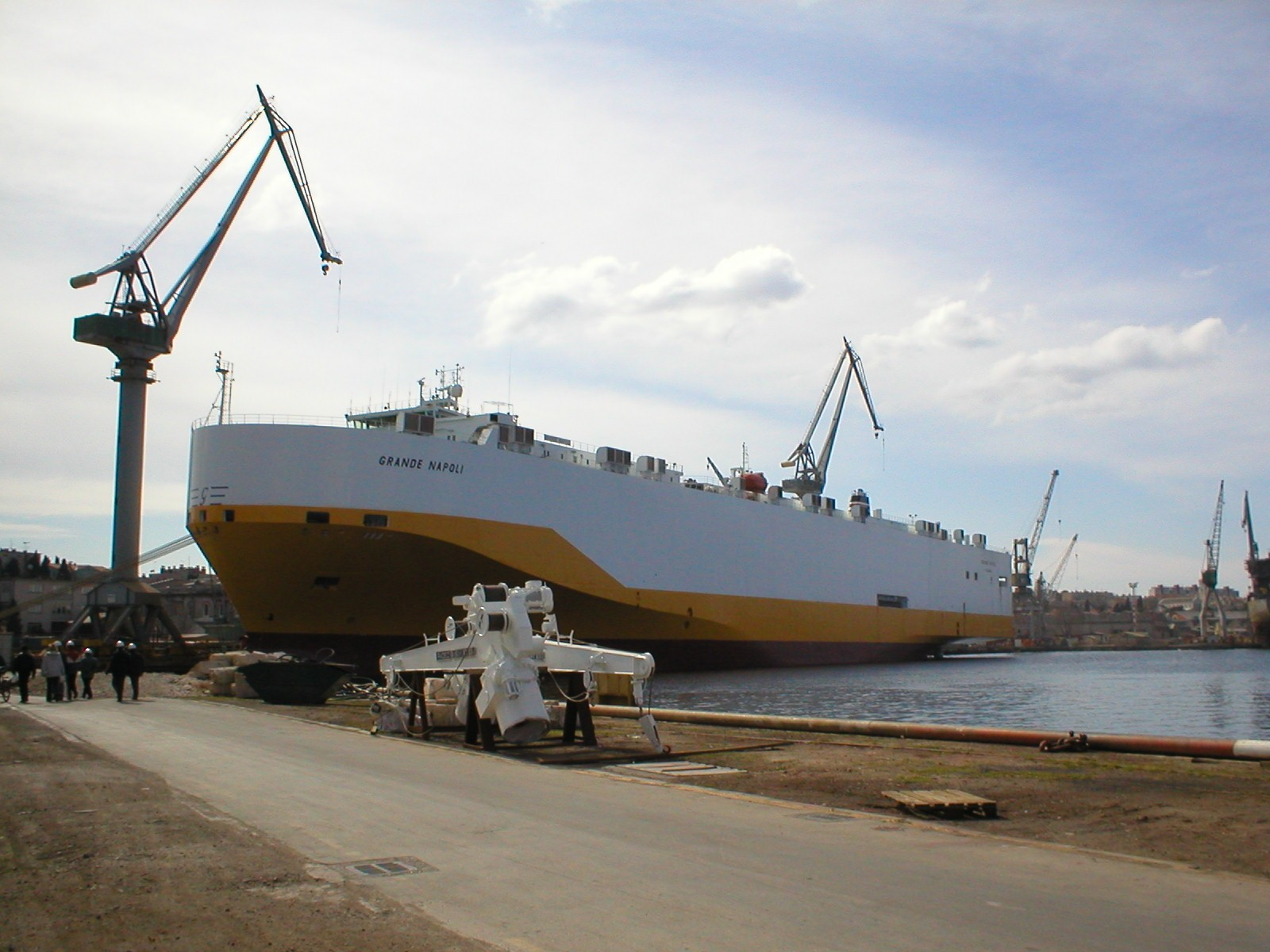
La nave "Grande Napoli" in allestimento per il Gruppo Grimaldi

Il cantiere navale di Pola detto Scoglio Olivi o Brodogradilište Uljanik prende il nome dall'isolotto nella baia di Pola in cui il cantiere è ubicato nel quale crescevano alberi di ulivo. Attualmente un albero di ulivo è stato simbolicamente preservato.

## Storia
Il cantiere venne fondato nel 1856 come arsenale della Marina Austro-Veneziana e venne scelto per la sua ubicazione un isolotto posto al centro della baia di Pola.

### Arsenale
La posa della prima pietra della nuova costruzione avvenne il 9 dicembre 1856 e quasi due anni dopo, il 5 ottobre 1858, venne varata la prima nave, il vascello SMS Kaiser di 5194 tonnellate di dislocamento che nel 1864 avrebbe partecipato alla battaglia di Helgoland e nel 1866 alla battaglia di Lissa, grazie alle quali la Marina Austriaca si faceva conoscere ed acquistava popolarità grazie alla figura carismatica dell'ammiraglio Wilhelm von Tegetthoff. Nell'arsenale di Pola vennero successivamente costruite altre 55 navi per la Marina dell'Impero austro-ungarico, in quanto con la perdita di Venezia e del suo arsenale, in seguito alla terza guerra di indipendenza, l'arsenale di Pola vide crescere la sua importanza. L'arsenale ubicato su un piccolo isolotto, denominato Scoglio degli Ulivi, era dotato di bacini di carenaggio galleggianti e in muratura, grandi officine coperte, laboratori, centro direzionale con documentazioni archivistiche e con una serie di modelli navali di pregevole interesse storico. Attualmente due di questi modelli sono conservati in bacheca, presso lo Yacht Club Adriaco di Trieste.

### Cantiere Scoglio Olivi
In seguito alla prima guerra mondiale la città, la cui popolazione era nella quasi totalità italiana, passo all'Italia. Proprio alla fine del conflitto l'arsenale fu teatro dell'affondamento della corazzata Viribus Unitis in un'azione che venne celebrata come Impresa di Pola.
Con il passaggio della città all'Italia l'arsenale venne ceduto all'industria privata col nome di "cantiere Scoglio Olivi". Lo stabilimento al termine del conflitto era in perfetta efficienza, con tutti i reparti ed i servizi, le macchine utensili, le officine, la centrale elettrica, i depositi, le gru ed i bacini di carenaggio galleggianti e in muratura che ne avevano fatto uno dei più importanti dell'epoca.
La funzione militare venne rivolta prevalentemente alle scuole e ai centri di addestramento. Nella città avevano la loro sede le scuole CREM (Corpo reali equipaggi di Marina), il Reggimento "San Marco", la scuola sommergibilisti, la scuola nautica della Guardia di Finanza, un gruppo di idrovolanti e poi anche il reparto con una nave in funzione di bersaglio semovente per le esercitazioni degli aerosiluranti di Gorizia.
Nel corso degli anni trenta il cantiere entrò nell'orbita dei Cantieri Riuniti dell'Adriatico.

### Cantiere Uljanik
La seconda guerra mondiale e le vicende che ne seguirono furono particolarmente tragiche per la popolazione della città di Pola che subì il primo bombardamento alleato il 9 febbraio 1943.

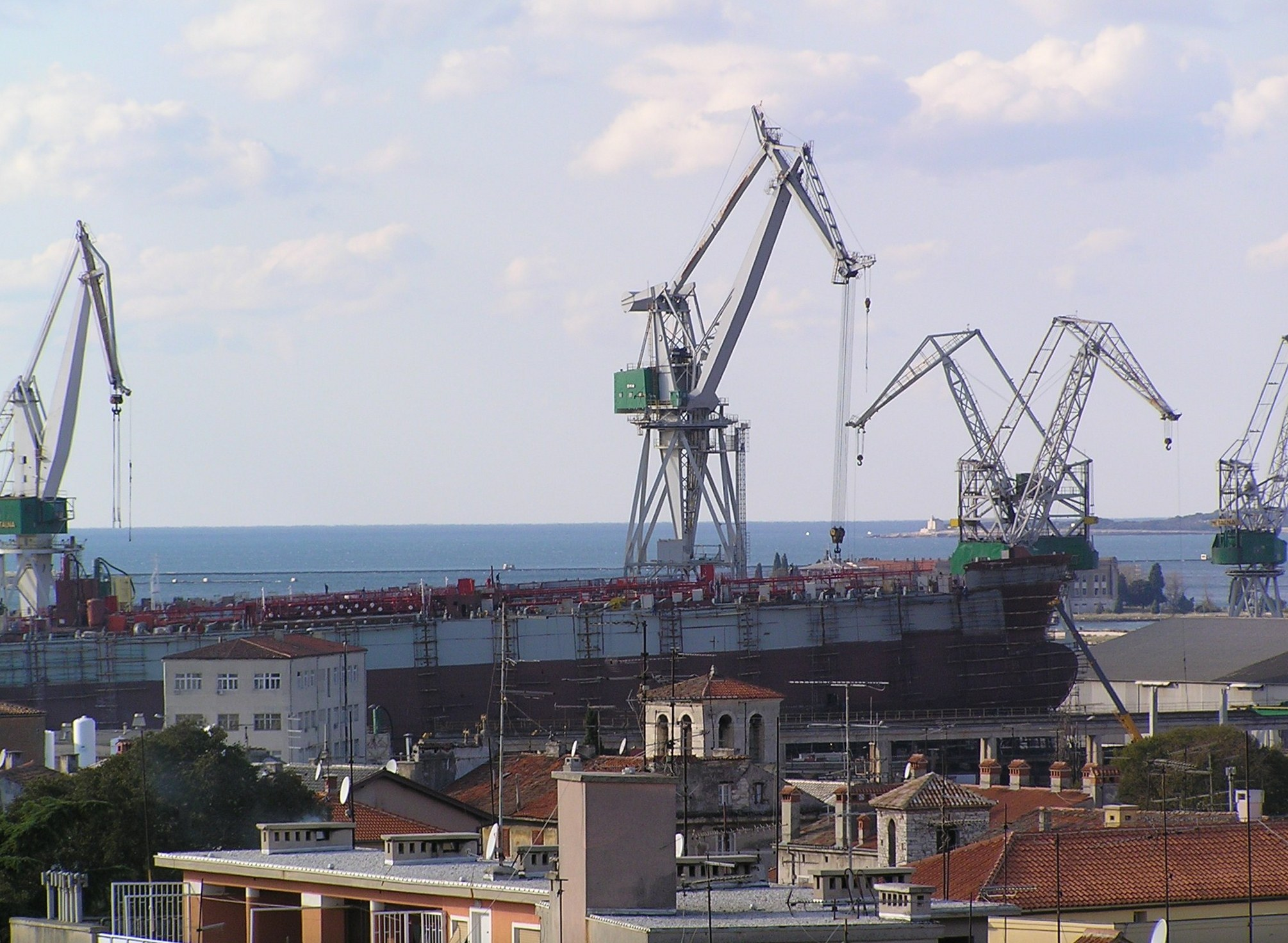
Veduta del cantiere con una nave in costruzione

Le vicende che seguirono l'armistizio dell'8 settembre portarono all'occupazione tedesca che si è protratta fino all'aprile 1945 con la città e l'intera regione istriana che entrarono a far parte dell'Operationszone Adriatisches Küstenland. Nella primavera 1945, dopo la ritirata dei tedeschi per 45 giorni la città venne occupata dalle milizie partigiane jugoslave che si resero protagoniste di spietate efferatezze di cui a farne le spese fu la popolazione italiana. All'occupazione titina seguì quella anglo-americana che durò fino al 16 settembre 1947 quando in seguito al trattato di pace la città venne strappata all'Italia e consegnata alla Jugoslavia. La popolazione, memore delle efferatezze slavo-comuniste della primavere 1945 rispose nella sua quasi totalità con un disperato esodo verso l'Italia che per il cantiere e il porto fu causa di una carenza di manodopera. Per un periodo, il cantiere si servì della manodopera dei monfalconesi, che si trasferirono a Fiume e a Pola principalmente per motivazioni ideali e politiche, in quello che fu il cosiddetto controesodo, che contribuirono come operai specializzati e tecnici al rilancio del cantiere navale, ma la collaborazione si interruppe con la rottura delle relazioni Tito/Stalin del 1948, quando per ragioni politiche i monfalconesi finirono per essere perseguitati dall'apparato repressivo del regime jugoslavo.

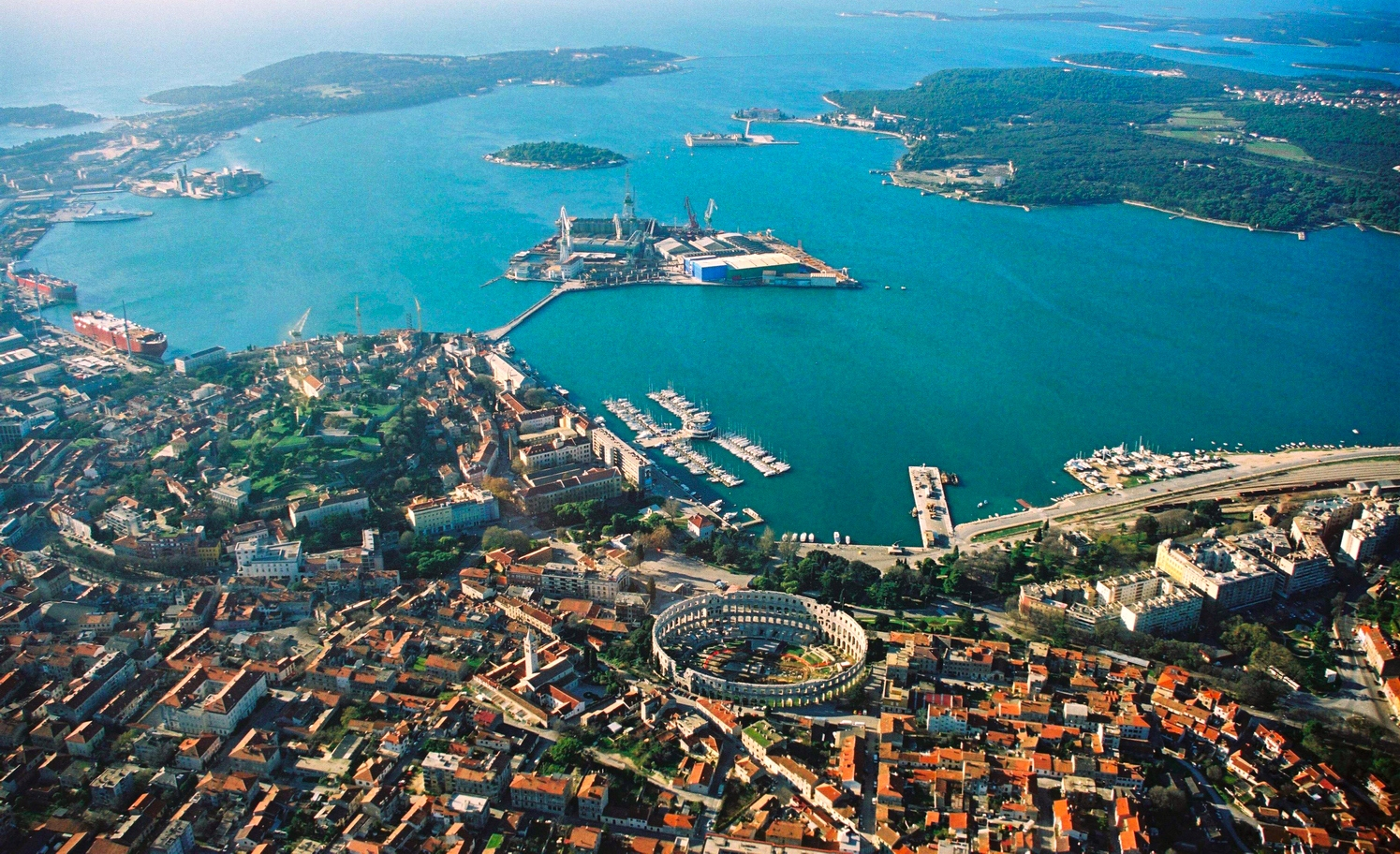
Panoramica aerea della baia con il cantiere sull'isolotto e l'Arena in primo piano

Il complesso industriale ristrutturato e ribattezzato Brodogradilište Uljanik riprese lentamente la sua attività e la prima nave di nuova costruzione venne allestita e consegnata nel 1951.
Tra le realizzazioni più importanti il recupero dell'incrociatore ausiliario RAMB III ricostruito come nave scuola e yacht presidenziale di Tito tra il 1948 e il 1952 e ribattezzato Galeb.
Dal 1991 Pola fa parte della Repubblica croata nata dalla dissoluzione della Jugoslavia e a partire dalla seconda metà del 1998 il cantiere subì un notevole rinnovamento tecnologico.
Tra il 1947 e fino alla fine del 1998 nel cantiere "Uljanik" sono state allestite 194 navi per acquirenti di tutti i continenti.
Nei cantieri di Pola è stata sviluppata la tecnologia della costruzione dello scafo in due tronconi da riunire successivamente al loro varo. Con questo sistema sono state costruite 11 navi tra il 1972 e il 1976 la più grande delle quali fu la nave indiana Kanchenjunga consegnata nel 1975 alla compagnia "The Shipping Corporation of India".
La tecnica della costruzione dello scafo in due tronconi è praticata anche in Fincantieri nella realizzazione della portaerei Cavour.
Attualmente il complesso cantieristico è in crisi e la Uljanik si è espressa per una partnership con Fincantieri.

## Clientela
Oltre che per la propria marina nazionale, tra i clienti principali figurano, in Europa, la marina montenegrina e la ex-marina iugoslava con la classe Kotor.